# Rhododendron hunnewellianum
Rhododendron hunnewellianum är en ljungväxtart. Rhododendron hunnewellianum ingår i släktet rododendron, och familjen ljungväxter.

## Underarter
Arten delas in i följande underarter:
- R. h. hunnewellianum
- R. h. rockii